# Lucio Fontana

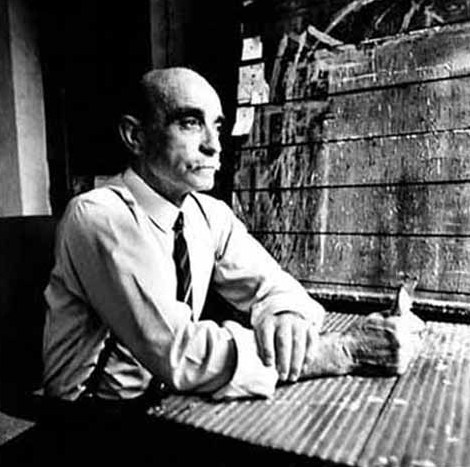
Lucio Fontana in seinem Atelier in Mailand, fotografiert von Lothar Wolleh, 1968

Lucio Fontana (* 19. Februar 1899 in Rosario, Argentinien; † 7. September 1968 in Comabbio bei Varese) war ein italienischer Avantgardekünstler der ersten Nachkriegsgeneration, der durch seine Schnittbilder weltberühmt wurde.

## Leben
Im Jahr 1905 siedelte Fontana mit seinen italienischen Eltern – sein Vater war Bildhauer – von Argentinien nach Mailand über. An der Baugewerbeschule in Mailand studierte er von 1914 bis 1915 und wurde 1918 Diplomingenieur. Früh schloss sich Fontana der faschistischen Bewegung an und ist bereits 1920 als Mitglied der Fasci di combattimento bezeugt. Von 1922 an lebte Fontana wieder einige Jahre in Argentinien, arbeitete im Bildhaueratelier des Vaters mit und war dort kurzfristig als Ingenieur und länger als Bildhauer tätig.
1928 kehrte er nach Italien zurück und studierte an der Accademia di Brera in Mailand als Schüler von Adolfo Wildt. Die bildhauerischen Arbeiten dieser Zeit weisen eine Vorliebe für klare Konturen und einen flächenhaften Aufbau auf.
1930 hatte Fontana seine erste Einzelausstellung in der „Galleria del Milione“ in Mailand und beteiligte sich 1930 mit der Skulptur Vittoria fascista an der 17. Biennale von Venedig. 1934 schloss er sich der Pariser Künstlergruppe Abstraction-Création an, deren Sektion er zusammen mit Melotti, Soldati und Veronesi begründete. 1935 begann er mit Keramikarbeiten und arbeitete ab 1936 für die Manufaktur Sèvres. Ab 1939 lebte er wieder einige Jahre in Argentinien, ließ sich 1940 in Buenos Aires nieder, wo er eine Lehrtätigkeit an der von ihm gegründeten Kunstschule Altamira innehatte. 1947 kehrte er nach Mailand zurück.

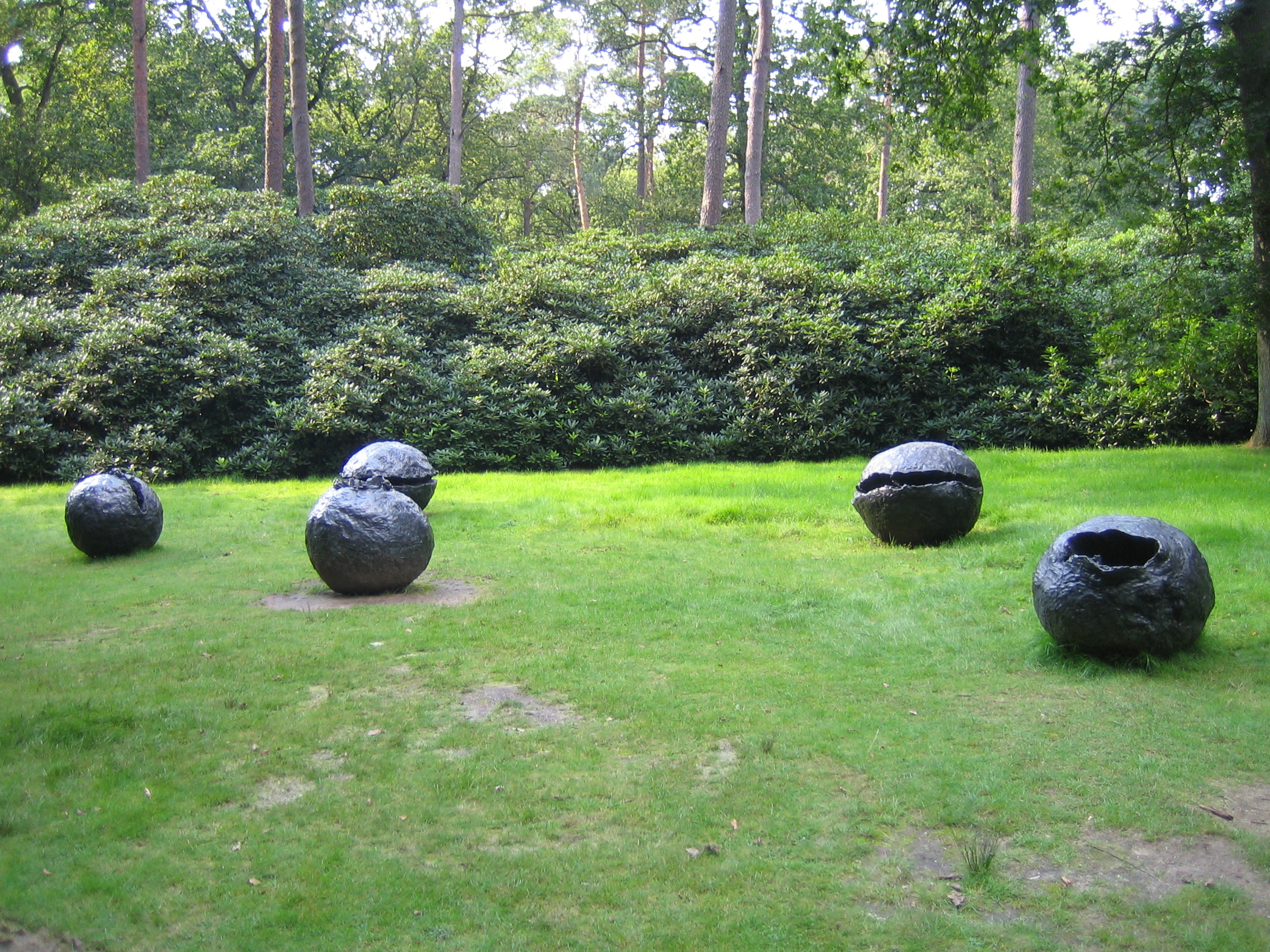
Concetto spaziale 'Natura
(1959/60), im Beeldenpark des Kröller-Müller Museums, Otterlo

Im Jahr 1946 initiierte Fontana das „Manifesto bianco“ („Weißes Manifest)“, das die Gedanken des Futurismus aufnahm, eine Synthese von Malerei, Bildhauerei, Musik und Dichtung vorschlug und eine Abkehr von den herkömmlichen Materialien forderte. „Er organisierte 1948 die Künstlergruppe „Movimento spaziale (Raumkunst)“ und gab das 1. und 2. Manifest des „Spazialismo“ heraus.“ Mit diesen Manifesten ging er ab dem Jahr 1947 vom Ende aller statischen Kunstgattungen aus, die durch eine dynamische Kunst ersetzt werden sollten. Das Werk sollte allein aus der Vorstellungskraft des Betrachters wirken, indem es „von aller malerischen und propagandistischen Rhetorik“ befreit werden sollte. Dieses neue Raumkonzept setzte Fontana um, indem er Bilder perforierte und damit statt eines zweidimensionalen Werks Plastizität erreichte. Das Lochmuster entstand meistens auf monochromen Bildern, eine Begrenzung der Fläche fehlte. Raum sollte sowohl in der Malerei als auch in der Skulptur als ein „sich frei entfaltendes, unbegrenztes Kontinuum“ betrachtet werden. Seine Arbeit benannte der Künstler fortan „Concetto spaziale“ („Raumkonzept“). Das Jahr 1949 bedeutete eine Zäsur in seinem künstlerischen Schaffen, es entstanden die ersten Buchi (Löcher). In der Serie der Pietre Anfang der 1950er Jahre versah er diese mit farbigen Glasstücken, um die Räumlichkeit und die Lichtwirkung der Oberfläche zu verstärken. Ab 1958 entstanden Tagli, Bilder mit Schnitten auf der Leinwand, die mit Gaze unterlegt waren, um die räumliche Wirkung zu erhöhen. Die Schnitte wurden zuerst unbewusst, später aber systematisch mit einem Messer von vorne oder hinten auf der Leinwand ausgeführt. Er zerstörte damit den Bildträger und damit die Grundbedingung der traditionellen Malerei. Fontana wird bis heute mit dieser Werkgruppe Tagli identifiziert. Sein Cube di Luce. Lichtkubus, aus den Jahren 1959/60 stellt ein Beispiel seiner Arbeiten mit Neonlicht dar. Seine Ambiente spaziale (raumbezogene Installationen), z. B. Ambiente nero von 1948/49, gelten als die ersten Environments der modernen Kunst. Der Beginn der Serie Fine di Dio, Das Ende Gottes, ab 1963 zeigt monochrome, ovale Gemälde, die mit Löchern oder Schnitten versehen sind.
Die allgemeine Reduzierung seines Schaffens auf eine einzige Werkgruppe wird dem Künstler bei seiner großen Vielfalt der verwendeten Materialien, Motive, Formen, Farben und unterschiedlichen Kunstgattungen nicht gerecht. Fontana war vor allem Bildhauer, aber auch Maler, Erfinder, Keramiker, Lichtkünstler und Raumspezialist. Mit seiner Arbeit inspirierte er die Künstlergruppe ZERO, die Bewegung des Nouveau Réalisme und der Arte Povera.

## Ausstellungen
Zwischen 1950 und 1954 nahm Fontana an der 25. und 27. Biennale von Venedig teil, sowie 1959 an der 5. Biennale von São Paulo. Weiterhin war er 1959 auf der documenta II, der 4. documenta 1968 und auf zahlreichen anderen internationalen Ausstellungen vertreten. Im Januar 1960 hatte der Galerist Alfred Schmela die deutsche Premiere von Lucio Fontana in Düsseldorf. Nach seinem Tod wurden seine Werke 1977 auf der documenta 6 in Kassel, einer Ausstellung im Haus der Kunst München, 1983 und im Lenbachhaus in München 1998 gezeigt.

## Auszeichnungen
- 1942: Erster Preis für Skulpturen beim XXXII National Salon of Fine Arts
- 1962: Premio Marzotto

## Werke (Auswahl)

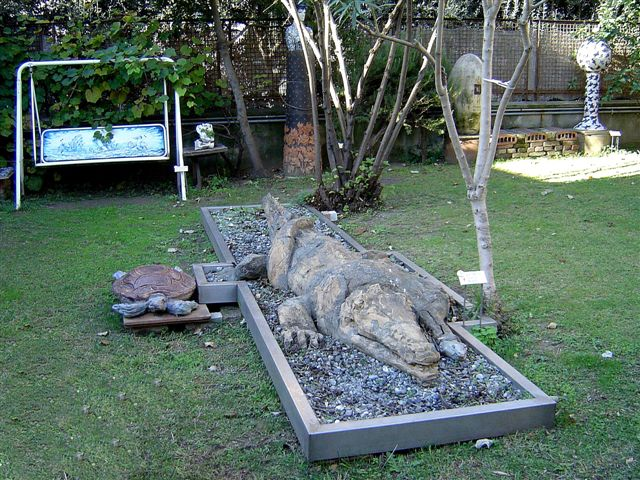
Coccodrillo im Museumsgarten der Fabrik Giuseppe Mazzotti Manifattura Ceramiche

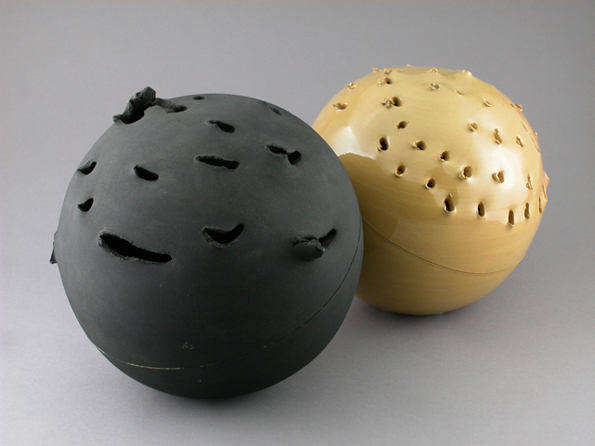
Concetto Spaziale Sferico, Terracotta, 1957, Museo internazionale delle ceramiche, Faenza

- Torso di cavallo, 1929, Bronze, silberfarbener Metallüberzug, patiniert. In: Ein Wald der Skulpturen – Sammlung Simon Spierer, Hessisches Landesmuseum Darmstadt
- Vittoria fascista, 1930, Skulptur, Biennale Venedig[8]
- Coccodrillo, Krokodil aus Keramik, gefertigt in mehreren Exemplaren im Beisein des Künstlers in den Jahren 1935 bis 1937 bei der italienischen Firma Giuseppe Mazzotti Manifattura Ceramiche. Ein großes Exemplar befindet sich im Museumsgarten der früheren Fabrik.
- Prozession der Siegerinnen, 1939, Basrelief für das Hauptquartier der Federazione dei Fasci Milanese in Mailand (heute: Sitz der Carabinieri Compagnia Duomo)[9]
- Ambiente nero (Schwarzes Ambiente), 1948–1949, Entwurf für das Ambiente spaziale a luce nera (Ambiente spaziale mit UV-licht), farbige Tusche auf Foto, 21 × 17,5 cm, Mailand, Fondazione Lucio Fontana
- Busto di donna, 1949, goldfarben bemalte Terrakottabüste. Dorotheum, Wien 2015.
- Concetto spaziale, 1949, Papier auf Leinwand, perforiert, 100 × 100 cm.
- Struttura al neon par IX Triennale di Milano, Neonstruktur, 1951, Neonröhre Durchmesser 18 cm, Länge 100 m
- Concetto Spaziale, 1956, Öl auf Leinwand, 100 × 80 cm, Villa Grisebach, Berlin 2011
- Concetto spaciale, Nature, Raumkonzept, Naturen, 1959–1960, Terracotta, Durchmesser 92–102 cm, Berlin, Neue Nationalgalerie
- Achrome, 1958, Karolin und Stoff auf Leinwand, 80 × 100 cm
- Cubo di Luce(Struttura luminosa), Lichtkubus, Leuchtende Struktur, 1959–1960, 80 Neonstäbe auf Metallkonstruktion, 160 × 160 × 160 cm, München, Städtische Galerie im Lenbachhaus
- Concetto spaciale, Attese, 1959, Erwartung, Blaue Tinte, Schnitte auf Leinwand, 82 × 116 cm, München, Pinakothek der Moderne
- Concetto spaziale, 59 T 42, 1959, Gelbe Tempera und Schnitte auf Leinwand, 42 × 64 cm.
- Concetto spaziale, 60 0 75, 1960, Öl auf Leinwand, 55 × 45 cm.
- Concetto spaziale – Attese, 1960, Öl auf Leinwand, 92 × 73 cm, Städel, Frankfurt (Abb.).
- Concetto spaziale – Attesa, 1960, Wasserfarbe auf Leinwand, teils mit schwarzer Gaze hinterlegt, 81 × 65 cm, Ketterer.
- Concetto spaziale, 1961/62, mageres Öl und Löcher auf Leinwand, 73 × 61 cm, MAGI ’900, Pieve di Cento, Bologna.
- Concetto spaziale, New York 9, 1962, Kupfer mit Schnitten und Graffiti, 64 × 65 cm, Cassano d’Adda, Privatsammlung.
- Concetto spaziale, New York 10, 1962, Kupfer mit Schlitzungen und Perforierungen, 234 × 282 cm, München, Pinakothek der Moderne, Leihgabe der Fondazione Lucio Fontana.
- Concetto spaziale, New York 26, 1962, Kupfer mit Bohrungen und Bohrer, aus der Sammlung Lenz Schönberg.
- Concetto spaziale, la Fino di Dio, Raumkonzept, Das Ende Gottes, 1963, Öl, Risse, Löcher und Graffiti auf Leinwand, 178 × 123 cm, Deutschland, Privatsammlung.
- Concetto spaziale, Raumkonzept, 1964, Durchbohrtes Kupferblech, aus der Sammlung Lenz Schönberg.
- Concetto spaziale, Ellisse, Raumkonzept, Elipse, 1967, lackiertes Holz, 173 × 72 cm, Brüssel, Galerie Francoise Mayer.
- Ambiente spaziale bianco, 1968, Holz und Gipspaneel, 330 × 525 × 440 cm, Gipspaneel 246 × 51 cm, Kassel, documenta 4.
- Concetto spaciale, 1967, schwarz lackiertes Metall mit Löchern auf integrierter Halterung, 200 × 14 × 14 cm, Mailand, Fondazione Lucio Fontana.
- Concetto spaziale. Attesa, 1968, Öl auf Leinwand, Tornabuoni Art, Paris.